# Jørgen Stig Nørgård
Jørgen Stig Nørgård (født 26 maj 1933 syd for Aalborg, død 22. december 2022) var en dansk civilingeniør, som forskede i energieffektivisering og -besparelser. Han havde hovedsagelig sit virke på Danmarks Tekniske Universitet.
Jørgen Stig Nørgård havde bl.a. et tæt samarbejde med Niels I. Meyer gennem mange år.